# 全國高中名校辯論邀請賽
全國高中名校辯論邀請賽，簡稱名校盃，是由臺灣國立政治大學演說辯論社主辦的高中辯論比賽，在每年一月底或二月初舉辦。
唯自2010年起停辦，並由臺灣國立政治大學演說辯論社另行舉辦爭鳴盃全國高中辯論錦標賽。

## 主旨
為政大演辯社主辦之全國高中生辯論比賽，旨在為台灣高中辯論圈提供一個最理想，最有品質的辯論環境。並且希望能夠帶動各大學之間對於辯論比賽的成長。

## 主辦單位
- 國立政治大學演辯社

## 歷屆比賽結果
| 屆次             | 第一名   | 第二名   | 第三名            | 最佳辯士        | 最佳一辯        | 最佳二辯        | 最佳三辯        |
| 第一屆（2004年） | 華江高中 | 鳳山高中 | 新竹中學 台中一中 | 華江高中 曾尹潔 | 華江高中 曾尹潔 | 華江高中 曾尹潔 | 華江高中 楊宛臻 |
| 第二屆（2005年） | 新竹中學 | 台中一中 | 北一女中 松山高中 | 北一女中 張芳偵 | 台中一中 陳家慶 | 台中一中 蕭遠   | 松山高中 黃苡菱 |
| 第三屆（2006年） | 板橋高中 | 高師附中 | 台中一中 新竹中學 | 高師附中 沈祺雲 | 板橋高中 侯漢廷 | 台中一中 林劻儒 | 新竹中學 卓子芸 |
| 第五屆（2007年） | 成功高中 | 新竹中學 | 文華高中 松山高中 | 成功高中 賴致遠 | 成功高中 王仲軒 | 文華高中 郭禹彤 | 新竹中學 李嘉昌 |
| 第六屆（2008年） | 台中二中 | 建國中學 | 板橋高中 台中女中 | 板橋高中 林靜園 | 台中女中 李宛洳 | -               | 文華高中 阮宗憲 |
| 第七屆（2009年） | 台中女中 | 薇閣中學 | 師大附中 板橋高中 | 台中女中 簡昕立 | -               | 薇閣中學 張柏韋 | 師大附中 蔡呈佑 |
| 第八屆（2010年） | 松山高中 | 台南一中 | 成功高中          | 成功高中 曾乙晏 |                 |                 |                 |
| ---------------- | -------- | -------- | ----------------- | --------------- | --------------- | --------------- | --------------- |

## 外部連結
- 國立政治大學演辯社（页面存档备份，存于）